# Балыш
Балыш — денежная единица в Монгольской империи. Упоминается ещё при Чингис-хане. После распада единой империи на несколько самостоятельных государств это слово, по-видимому, продолжало употребляться только в Китае, где ещё в XIV веке производились расчёты в балышах. Согласно Джузджани, балыш соответствовал 60 1/3 дирхема. По данным Джувейни и Вассафа, как золотой, так и серебряный балыш весили 500 мискалей (около 2 1/8 кг). По Вассафу, золотой балыш соответствовал 2000 динаров, серебряный — 200 динарам, а бумажными деньгами — только 10 динарам; в другом месте тот же Вассаф приравнивает бумажный балыш только 6 динарам. Слово динар, очевидно, означает здесь не золотую монету, а упомянутую также Рашид ад-Дином серебряную монету весом в 3 мискаля (около 12,75 г).